# Liste der Gemeindeverbände im Département Drôme
Das Département Drôme liegt in der Region Auvergne-Rhône-Alpes in Frankreich. Es untergliedert sich in 16 Gemeindeverbände.
Siehe auch: Liste der Gemeinden im Département Drôme

## Gemeindeverbände

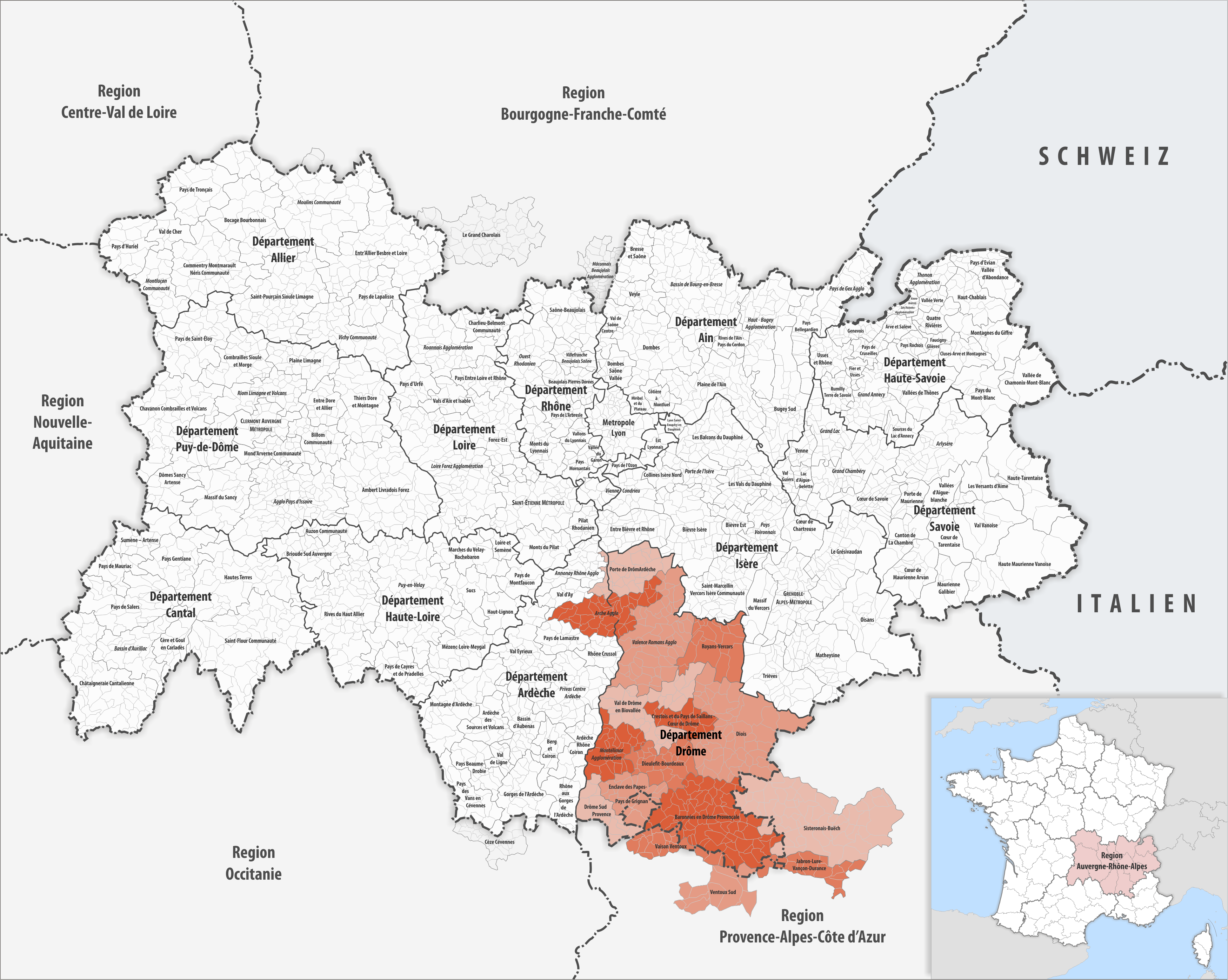
Gemeindeverbände im Département Drôme

| Gemeindeverband                                 | Gemeinden im Départ./Verband | Einwohner 1. Januar 2022 | Fläche km² | Dichte Einw./km² | SIREN- Nummer | Rechtsform                 | Gründungsdatum    |
| ----------------------------------------------- | ---------------------------- | ------------------------ | ---------- | ---------------- | ------------- | -------------------------- | ----------------- |
| Arche Agglo                                     | 21/41                        | 59.079                   | 497,96     | 119              | 200 073 096   | Communauté d’agglomération | 26. Dezember 2016 |
| Baronnies en Drôme Provençale                   | 67/67                        | 20.753                   | 1.082,85   | 19               | 200 068 229   | Communauté de communes     | 14. November 2016 |
| Crestois et du Pays de Saillans - Cœur de Drôme | 14/14                        | 16.118                   | 234,20     | 69               | 200 040 509   | Communauté de communes     | 1. Januar 2014    |
| Dieulefit-Bourdeaux                             | 21/21                        | 9.592                    | 370,19     | 26               | 242 600 492   | Communauté de communes     | 28. Dezember 1992 |
| Diois                                           | 50/50                        | 12.081                   | 1.224,49   | 10               | 242 600 534   | Communauté de communes     | 2. Dezember 1994  |
| Drôme Sud Provence                              | 14/14                        | 43.119                   | 289,20     | 149              | 200 042 901   | Communauté de communes     | 1. Januar 2014    |
| Enclave des Papes-Pays de Grignan               | 15/19                        | 22.626                   | 366,73     | 62               | 200 040 681   | Communauté de communes     | 1. Januar 2014    |
| Jabron-Lure-Vançon-Durance                      | 1/14                         | 5.393                    | 305,40     | 18               | 200 071 033   | Communauté de communes     | 13. Dezember 2016 |
| Montélimar-Agglomération                        | 27/27                        | 68.756                   | 381,19     | 180              | 200 040 459   | Communauté d’agglomération | 1. Januar 2014    |
| Porte de DrômArdèche                            | 26/34                        | 47.996                   | 420,75     | 114              | 200 040 491   | Communauté de communes     | 1. Januar 2014    |
| Royans-Vercors                                  | 18/18                        | 9.733                    | 476,74     | 20               | 200 067 767   | Communauté de communes     | 14. November 2016 |
| Sisteronais-Buëch                               | 3/62                         | 25.482                   | 1.488,27   | 17               | 200 068 765   | Communauté de communes     | 14. November 2016 |
| Vaison Ventoux                                  | 1/19                         | 16.792                   | 273,79     | 61               | 248 400 335   | Communauté de communes     | 10. Dezember 2002 |
| Val de Drôme en Biovallée                       | 29/29                        | 31.033                   | 588,54     | 53               | 242 600 252   | Communauté de communes     | 25. Juni 1987     |
| Valence Romans Agglo                            | 54/54                        | 224.841                  | 940,53     | 239              | 200 068 781   | Communauté d’agglomération | 14. November 2016 |
| Ventoux-Sud                                     | 1/11                         | 9.595                    | 400,82     | 24               | 200 035 723   | Communauté de communes     | 26. Dezember 2012 |